# Philoliche bivirgulata
Philoliche bivirgulata är en tvåvingeart som först beskrevs av Austen 1937.  Philoliche bivirgulata ingår i släktet Philoliche och familjen bromsar. Inga underarter finns listade i Catalogue of Life.